# Бурмистров, Вячеслав Александрович
Вячеслав Александрович Бурмистров (укр. Вячеслав Олександрович Бурмістров; род. 21 января 1982) — украинский футболист, полузащитник. Выступал за симферопольскую «Таврию», в составе которой провёл свой единственный матч за профессиональную карьеру.

## Биография
С 1998 года по 1999 год играл в детско-юношеской футбольной лиге Украины за симферопольское Училище олимпийского резерва, где провёл 13 матчей. 29 мая 1999 года провёл свой единственный матч в чемпионате Украины, играя за симферопольскую «Таврию» в выездном матче против кировоградской «Звезды» (3:1). Бурмистров вышел на 63 минуте вместо Александра Кунденка.

## Статистика
| Сезон   | Клуб   | Лига                | Чемпионат | Чемпионат |
| Сезон   | Клуб   | Лига                | Игры      | Голы      |
| ------- | ------ | ------------------- | --------- | --------- |
| 1998/99 | Таврия | Высшая лига Украины | 1         | 0         |